# Руфий Валерий Мессала
Руфий Валерий Мессала (лат. Rufius Valerius Messala) — политический деятель раннего Средневековья (V век) при короле Одоакре.
Его имя известно лишь по надписи на предназначавшемся ему сидении в амфитеатре Флавиев. Согласно надписи он был префектом Рима.
Вероятно к нему относится и другая надпись в том же амфитеатре:

Rufii Valeri Messala[e v(iri) c(larissimi)] et inl(ustris)— 
Он несомненно происходил от Валерия Мессалы Авиена (лат. Valerius Messala Avienus) — префекта претория Востока (лат. praefectus praetorio Orientis), возможно был его внуком.